# Mille Kalsmose
Mille Kalsmose (født 1972 i Horsens) er en dansk billedkunstner. Hun skaber skulpturelle installationsværker i stor skala, og arbejder ofte med jern i en sammenstilling med organiske materialer, fundne objekter, lyd, lys, fotografi og video.
Kendetegnende er skulpturelle installationsværker i stor skala og arbejder ofte med jern i en sammenstilling med andre naturlige materialer og fundne objekter. Mille Kalsmoses værker giver form til forholdet mellem materialitet og den menneskelige tilværelses store og små fænomener. Den materielle formgivning skaber en dybdevirkning i kunstværkerne, der ikke kun fremviser en både objektiv og subjektiv sansning af materialer og genstande, der er bundet op på kunstnerens egne personlige oplevelser og identitet.
Hun har en MA fra Universitat Autònoma de Barcelona og har desuden studeret Bio Art Lab på SVA, School of Visual Arts i New York. Mille Kalsmoses arbejde har været udstillet på bl.a. ARoS Aarhus Kunstmuseum, Museum of Visual Arts i Santiago, Horsens Kunstmuseum, FN i New York og Den Frie Udstillingsbygning.
Mille Kalsmose er repræsenteret hos Martin Asbæk Gallery.

## Collected Memory
Værkserien Collected Memory er et netværk af kulturelle installationer. Værker fra serien har blandt andet været udstillet hos FN i New York, Politikens Forhal, Kunsten Museum of Modern Art Aalborg og på Venedigbiennalen. Installationerne er skabt i messing og med "hundredevis af sirligt foldede papirsider indfarvet i en dybrød farve". Igennem værket inviteres publikum til at dele personlige historier, som arkiveres og formidles digitalt via collectedmemory.world . Ved at udnytte kendte materialer og genstande, inviterer kunstneren os med ind i værkerne, "ikke som passive observatører, men som aktive deltagere i værkets tilblivelse og udvikling over tid."

### Politikens Forhal
Med udgangspunkt i kunstnerens egen personlige fortælling om ensomhed, svigt og afmagt, forholdte udstillingen Collceted Memory i Politikens Forhal sig til relationer og forenede herigennem det individuelle, det fælles og det universelle. Collected Memory kan beskrives som et fælles arkiv over vores individuelle oplevelser, hvorigennem Kalsmose forsøger at begribe den menneskelige eksistens med blik vores bl.a. ensomhed, men også vores fælles forbundenhed.

### Work It Out! - Kunsten Museum of Modern Art
I 2021 var Collected Memory udstillet på Kunsten Museum of Modern Art, som del af gruppeudstillingen Work it Out, der stillede skarpt på det moderne arbejdsliv. Udstillingen præsenterede både eksisterende og helt nye værker skabt til Work it Out, hvoraf flere, herunder Collected Memory, var interaktive og inviterede gæsterne til at deltage.
Udstillingen præsenterede værker af John Kørner, Jeppe Hein, Hito Steyerl, Grayson Perry, Superflex, Melik Ohanian, Abraham Cruzvillegas, Adelita Husni Bey, Josh Kline, Elmgreen & Dragset, Hannah Anbert, Mille Kalsmose, Kenneth Balfelt Team // Johan August, Marie Thams, Juliette Goiffon & Charles Beauté, Jens Haaning, Torben Ribe, Sigrid Viir og Via Lewandowsky.
Med ideen til udstillingen Work it Out vandt Kunsten Bikubenfondens prestigefulde udstillingspris "Vision 2018".

### Venedigbiennalen
I 2022 var Mille Kalsmose med på Venedigbiennalen som en del af en gruppeudstilling The Times of the Chimera i Camerouns Pavillon. Udstillingen fokuserede på NFT kunst, og Kalsmoses bidrag udsprang af værkserie Collected Memory, som oprindeligt blev vist i FN’s hovedkvarter i New York og senere i blandt andet Politikens Forhal i 2020.
“I udstillingsrummet på Politikens Forhal fik publikum muligheden for at skrive om deres personlige erfaringer med ensomhed”, forklarede Mille Kalsmose til Kunsten.nu. “Jeg havde stillet spørgsmål som, ‘hvad betyder det for et menneske, at man har nogle erfaringer med ensomhed’? Nogle brugte det helt rituelt og stod simpelthen og græd, mens andre brugte værket som et arkiv og lod sig inspirere af andre”.
Værket har dog også en digital gren via  collectedmemory.world, hvor alle disse personlige erindringer er uploadet – et arkiv, som konstant vokser, idet folk kan bidrage med flere erindringer på projektets hjemmeside. Det er denne databank, som kunstneren har benyttet til at skabe værket Collected Memory – a Diary of The World i Camerouns Pavillon – en udstilling arrangeret af Global Crypto Art DAO; et pioner-kollektiv, der arbejder på at supporte kunstnere, der bevæger sig ind i NFT verdenen.

## Udvalgte udstillinger
- 2022
  - The Times of the Chimera, The Cameroon Pavilion, Palazzo Ca’ Bernardo, Venedigbiennalen, Venedig, Italien[9]
  - Ten Year Later. Highlights from the Mana Collection, Mana Contemporary, Jersey City, USA[10]
  - New Acquisitions, Horsens Kunstmuseum
- 2021                      
  - Work It Out!, Kunsten Museum of Modern Art Aalborg
- 2020
  - Collected Memory, Politikens Forhal, JP/Politiken Mediahouse, København (solo)
  - Sculpture Bienale, Interdimensionale, København
  - Renderings/Synliggørelser, Den Frie Udstillingsbygning
  - Inherited Sentiment, Mana Contemporary, New Jersey, USA
- 2019                      
  - Collected Memory, FN, Great Assembly Hall, New York Headquarters, USA (solo)
  - 14th Media Arts Biennial of Chile, Museum of Contemporary Art, Santiago, Chile
  - Cosmic Existence, Den Frie Udstillingsbygning
  - Drawing Show, Mana Contemporary, New Jersey, USA
  - Every Womans Biennale, New York, USA
  - Crazy Matter, Gether Contemporary, København
- 2018                      
  - The Shape of Us, Horsens Kunstmuseum (solo)
  - Cool, Calm and Collected, AROS - Aarhus Kunstmuseum
- 2017                      
  - Re-Sounding Organs, Center of Contemporary Art, Andrach, Spanien (solo)
  - Cosmic Relations, MANA Contemporary, Jersey City, USA (solo)
  - Yell, Nicolaj Bergmann, Tokyo, Japan
- 2016
  - Trust me if you can’t, Sabsay, København
  - Repeating Patterns, Fundacion MNAC Montenmedio, Spanien
  - Fundacion Valentin de Madarigada, Andalusien, Spanien
  - Afterimage, InCube Art Space, New York, USA
  - Sneak a Peak, Chelsea Residential, New York, USA
- 2015                      
  - Ressurection/Opstandelse (i samarbejde med Rikke Topp), Kuben, Horsens (solo)
  - Breathing Project, School of Visual Arts, SVA, New York, USA
- 2014                      
  - Searching for a Mother (I samarbejde med Alberto Garcia-Alix), Horsens Kunstmuseum (solo)
- 2013                      
  - Searching for a Mother (i samarbejde med Alberto Garcia-Alix), La Virreina, Centre de Imagen, Barcelona, Spanien (solo)
- 2012                      
  - Siteseeing, Traneudstillingen, København (solo)
  - How am I, Kastrupgårdsamlingen
- 2011                      
  - Copenhagen Art Fair, Gallery Rohde Contemporary, København
  - Artist+Artist, Gallery Rohde Contemporary, Copenhagen Photo Festival
- 2010                      
  - Copenhagen Art Fair, Gallery Rohde Contemporary, København
- 2009                      
  - Outrospective, WAS-Wonderland Art Space, København (solo)
  - Reality on Fire, Chelsea Art Museum, New York, USA
  - Your Documents Please, Galeria Ajolote Arte Contemporaneo, Guadalajara, Mexico
  - Different Lives, La 20 Edición de la Biennal D’Eivissa, Museu D’Art Contemporani, Spanien
  - Triangle Project, Different Lives, Danish Consulate, New York, USA
  - Gershwin Hotel, New York, USA
  - Grounded – Was Man Meant to Fly, ABC No Rio, New York, USA
- 2008                      
  - Fill in Blank Spaces, Gallery Karsi sanat Calismalari, Istanbul, Tyrkiet
  - Your Documents Please, ITAMI, (Museum of Arts and Crafts) Hygo, Japan
  - Zaim Gallery, Kanagawa, Japan
  - 2B Gallery, Budapest IX, Ungarn
- 2006                      
  - Kunstnernes Sommerudstilling, Janus Bygningen, The Art Museum of West Jutland (Juried Group Show), Tistrup
  - DCFK, Filosofgangen, The Exhibition Hall of Funen Academy for Art and Design (Juried Group Show), Odense
- 2003                      
  - BAC, Festival Internacional de Barcelona, Spanien